# Gerard de Salas
Gerard de Salas (Salas de Cadohn, Perigord, actual Lo Boisson de Cadonh, Dordonya, ca. 1055 - Abadia de Châtelliers, Chantecorps, Poitou-Charentes, 20 d'abril de 1120) fou un eremita i monjo benedictí, reformador de l'orde i fundador dels ordes de Cadonh i Dalon. És venerat com a beat per l'Església catòlica, i en alguns santorals figura com a sant.

## Biografia
Gerard era fill de Folc, senyor de Salas de Cadohn i d'Aeardis, que, juntament amb la seva mare, va deixar el món i va fer-se religiós. Dels seus dos germans, Grimoald fou capellà de Tustonium i prior de Castellare, i des de 1120 abat de Notre Dame des Alleuds, i finalment bisbe de Poitiers fins a morir en 1141. L'altre germà, Folc, fou eremita a Boscavium i hi morí en llaor de santedat.
Gerard de Salas fou canonge regular a la catedral de Perigús i al monesir de Sant Avit, com diu la vida escrita poc després de la seva mort. Desitjós de fer vida eremítica, es va retirar com a eremita al bosc de Dalon (Sent Trían, Dordonya), on fou deixeble de Vidal de Mortain. Al voltant seu s'aplegaren deixebles que el volien i imitar; amb ells, en 1113 va fundar a Cadohn (avui Lo Boisson de Cadonh) una primera comunitat (l'abadia de Cadonh, però, no es fundaria fins al 1115) i en 1114, a Dalon (Sent Trían, Llemosí), en unes terres donades per Gerard i Golferid de Lastours i amb l'ajut i la direcció espiritual de Robert d'Arbrissel, que després fundaria l'Orde de Fontevrault, l'abadia de Dalon. Va posar les dues comunitats sota la Regla de Sant Benet amb el rigor i la disciplina originals, que considerava que s'havien perdut. Era una actitud similar a la que havia portat, quinze anys abans, a la fundació de l'orde cistercenc, que Gerard prengué com a model.

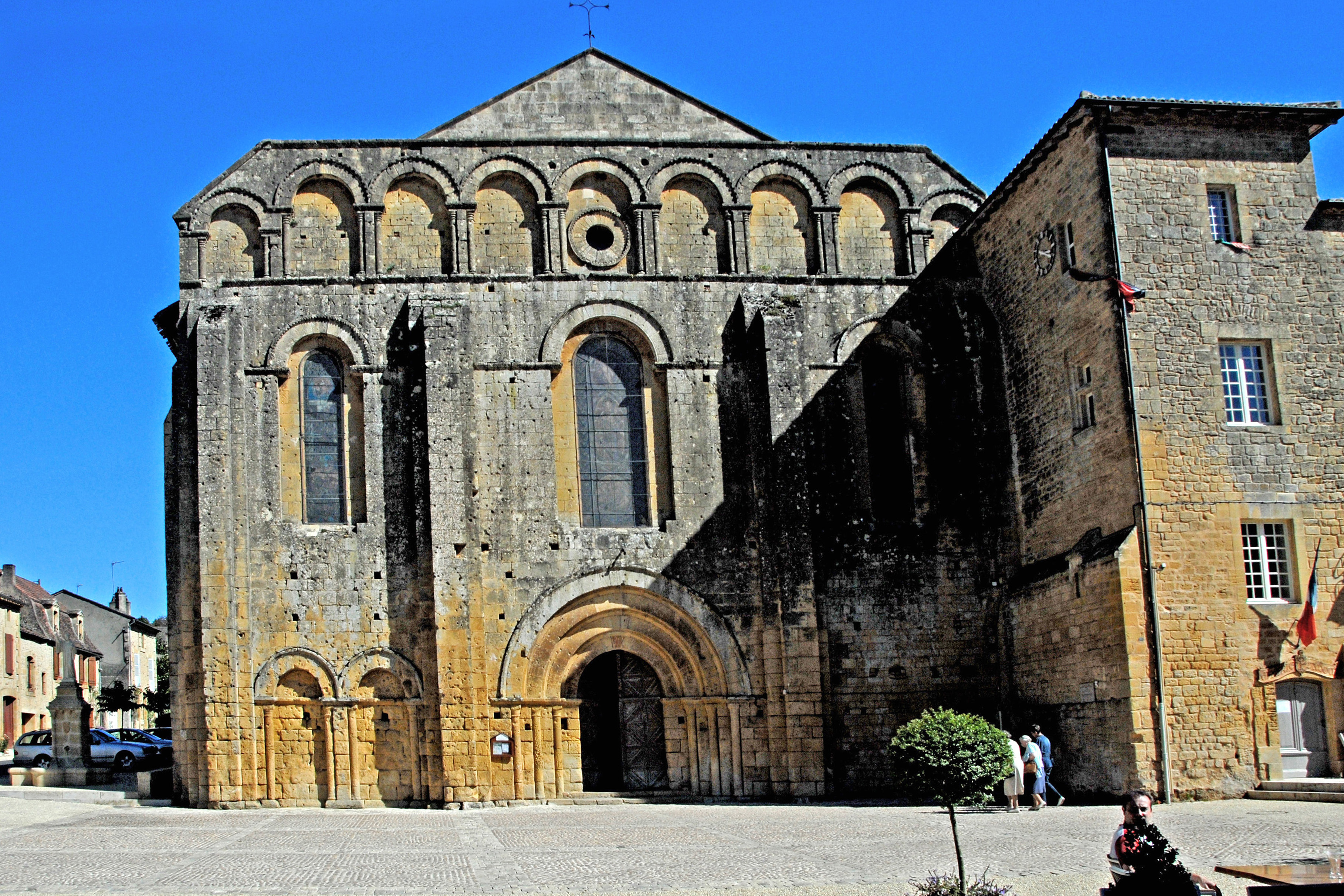
Abadia de Cadonh, primera fundació de Gerard.

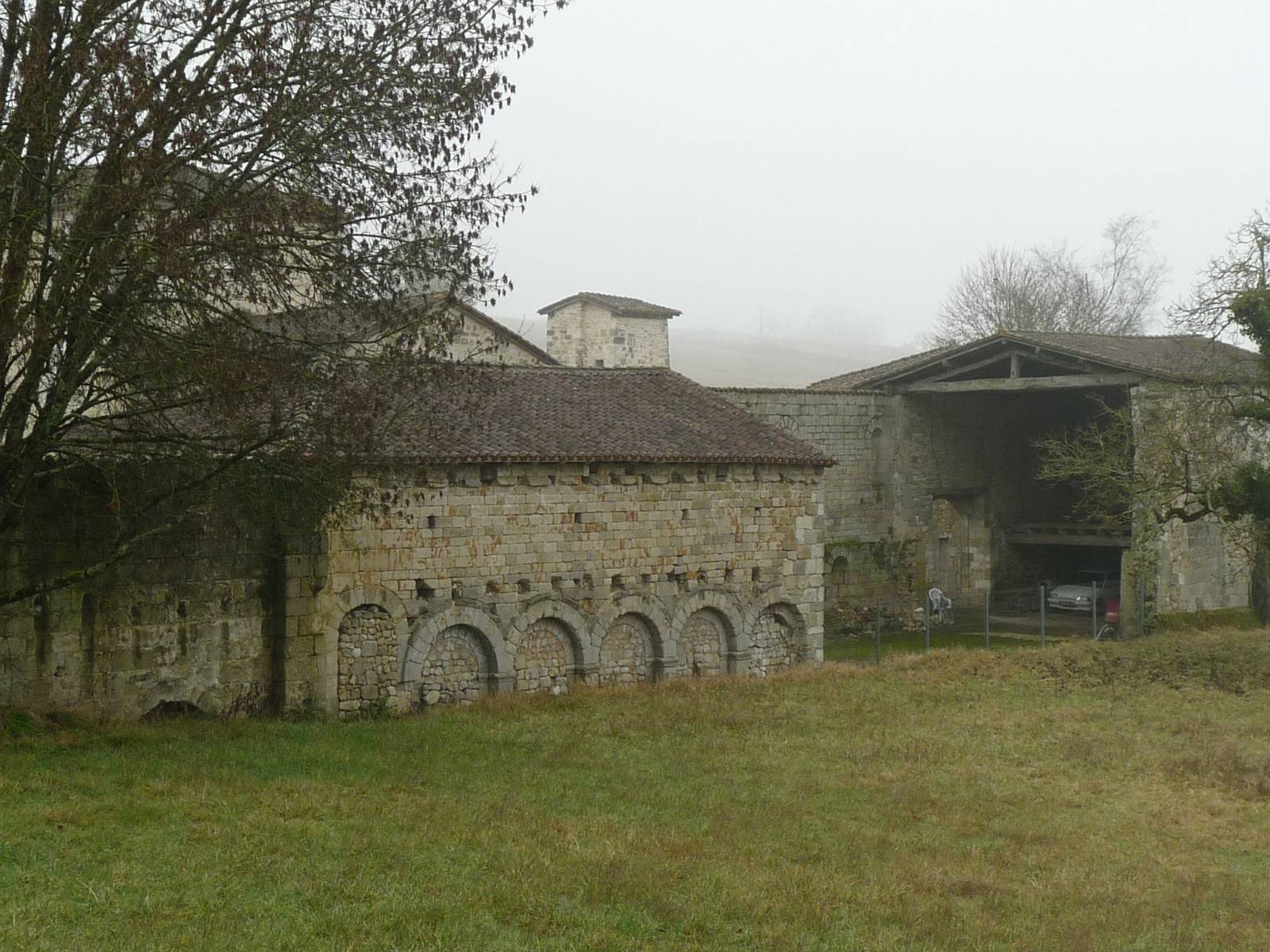
Abadia de Bournet, de 1113.

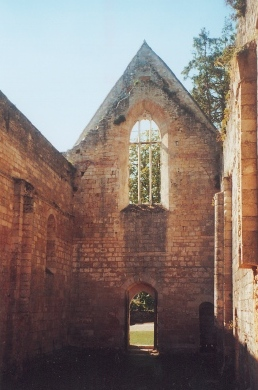
Abadia de Pin.

A partir de Cadonh i Dalon, Gerard continuà fundant altres comunitats monàstiques amb el mateix estil de vida, constituint una congregació que fou coneguda com a Orde de Cadonh. De fet, es pot parlar de dues congregacions formades per les fundacions de Cadonh i Dalon, respectivament. Entre les abadies que en formaven part hi hagué l'Abadia de la Gran Selva (1114), la de Condom i la de Bonnevaux (1117).
Bernat de Claravall el visità a la Gran Selva i en digué que "governava els seus religiosos meravellosament, amb les seves paraules i exemples. No tenien cap regla escrita, sinó la vida santa i admirable de Gerard que era llur regla viva i animada, en la solitud de Dalon." Gerard morí a la granja de Vieux-Châtelliers, a 2 km de l'abadia de Châtelliers, que havia fundat en 1119, i hi fou sebollit. Segons la llegenda, durant l'enterrament aparegueren al cel tres creus lluminoses, que només s'apagaren quan la cerimònia acabà.

## Veneració
Mort en llaor de santedat, el 26 de setembre de 1121 el seu cos fou portat a l'església de l'abadia de Châtelliers i la seva tomba esdevingué meta de pelegrinatges. Fou elevat als altars en 1249, i, malgrat que no va haver-hi un procés formal de canonització, és a la regió és conegut com a Saint-Giraud. Llavors les seves restes es col·locaren en una tomba de marbre amb un baldaquí de sis columnes al sud de l'altar de Châtelliers, feta construir per l'abat Thomas. El cap fou col·locat en un reliquiari de coure i argent daurats. Reliquiari i tomba desaparegueren durant l'assalt dels huguenots en 1568, la qual cosa comportà que els pelegrinatges i el culte envers el sant minvessin fins pràcticament desaparèixer. La seva festivitat se celebrava particularment al Perigús.
En 1892, el comte Alphonse Garran de Balzan, propietari de les ruïnes de Châtelliers, feu construir al lloc on havia mort el fundador un petit templet neogòtic, amb una font que hi existia i que, segons la tradició, tenia aigües guaridores. El 1990, a l'edifici de la granja de Saint-Giraud, on havia mort, es col·locà una placa en honor del monjo amb la inscripció: Saint Giraud de Sales, ermite foundateur d'abbayes de Cadouin-en-Périgord aux Châtelliers; décéda ici le 20 avril 1120.
Des del 1119, els diferents monestirs de les dues congregacions de Dalon i Cadonh s'anaren integrant a l'Orde del Cister.